# Gryttby
Gryttby är en småort i södra delen av Vendels socken, Tierps kommun. Gryttby genomkorsas av länsväg C 714 (Läby-Tobo-Örbyhus) och är känt bland annat för Emmausrörelsens loppmarknad.

## Historia
Gryttby omtalas första gången 1312, då byn upptar fyra skattskyldiga bönder. 
Byn är dock med all sannolikhet forntida, och intill bytomten finns ett bygravfält om 16 högar och 31 runda stensättningar (RAÄ 49). Gravfältet är delvis skadat i sen tid. Cirka 70 meter öster därom finns i åkermarken ytterligare en hög och tre runda stensättningar (RAÄ 59) och (RAÄ 48).
Intill byn finns även en runsten, U 1141.
Byn var också troligen större redan 1312, eftersom markgäldsförteckningen endast upptar skattegårdar. 1361 pantsatte Anders Erengislesson (Bååt) 12 öresland i Gryttby.
1541 fanns 4 hela mantal skatte, 3 gårdar arv och eget (de hade 1452 donerats till Uppsala domkyrka, men 1531 gjorts till Gustav Vasas personliga jord) och en frälsegård. 1566 tillkom ett frälsetorp i byn. Frälsejorden i Gryttby tillhörde Lars Turesson (Tre Rosor).
Den 22 mars 1822 inträffade en stor brand, i vilken hela Gryttby by brann upp - Gryttby bybrand .

## Bildgalleri

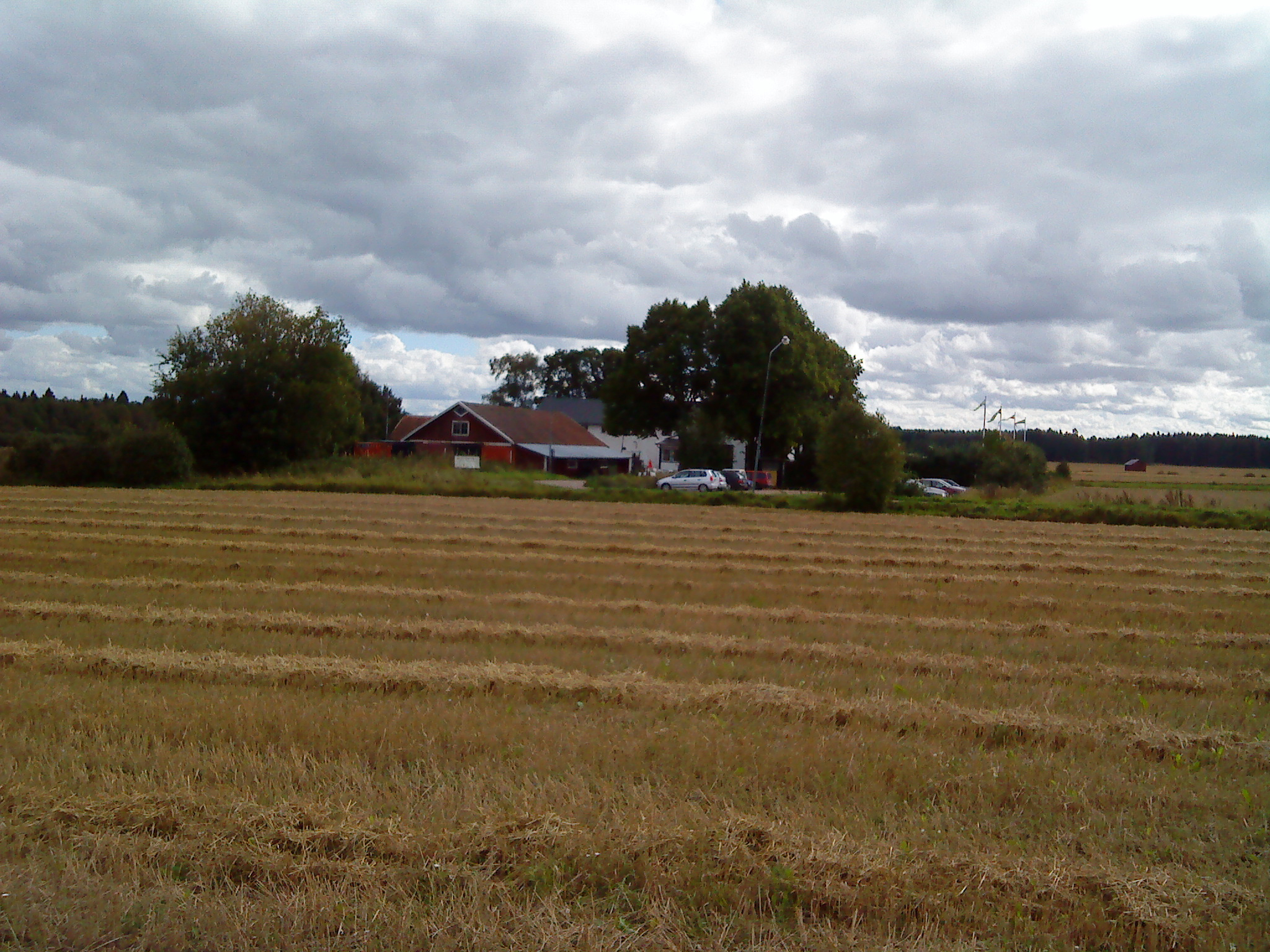
Emmaus i Gryttby Second hand.
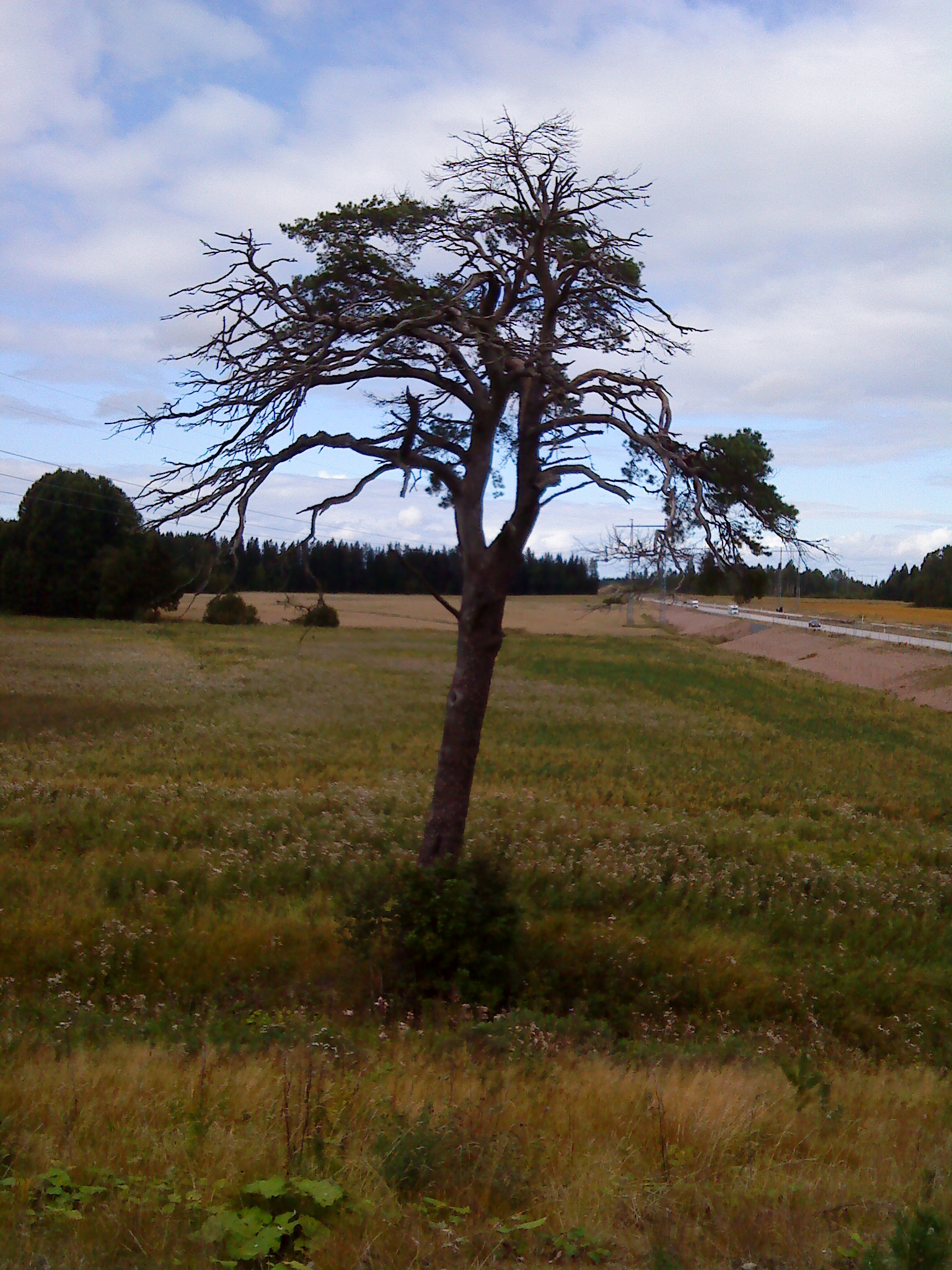
Suptallen vid Torkelsbo i södra Gryttbybygden.
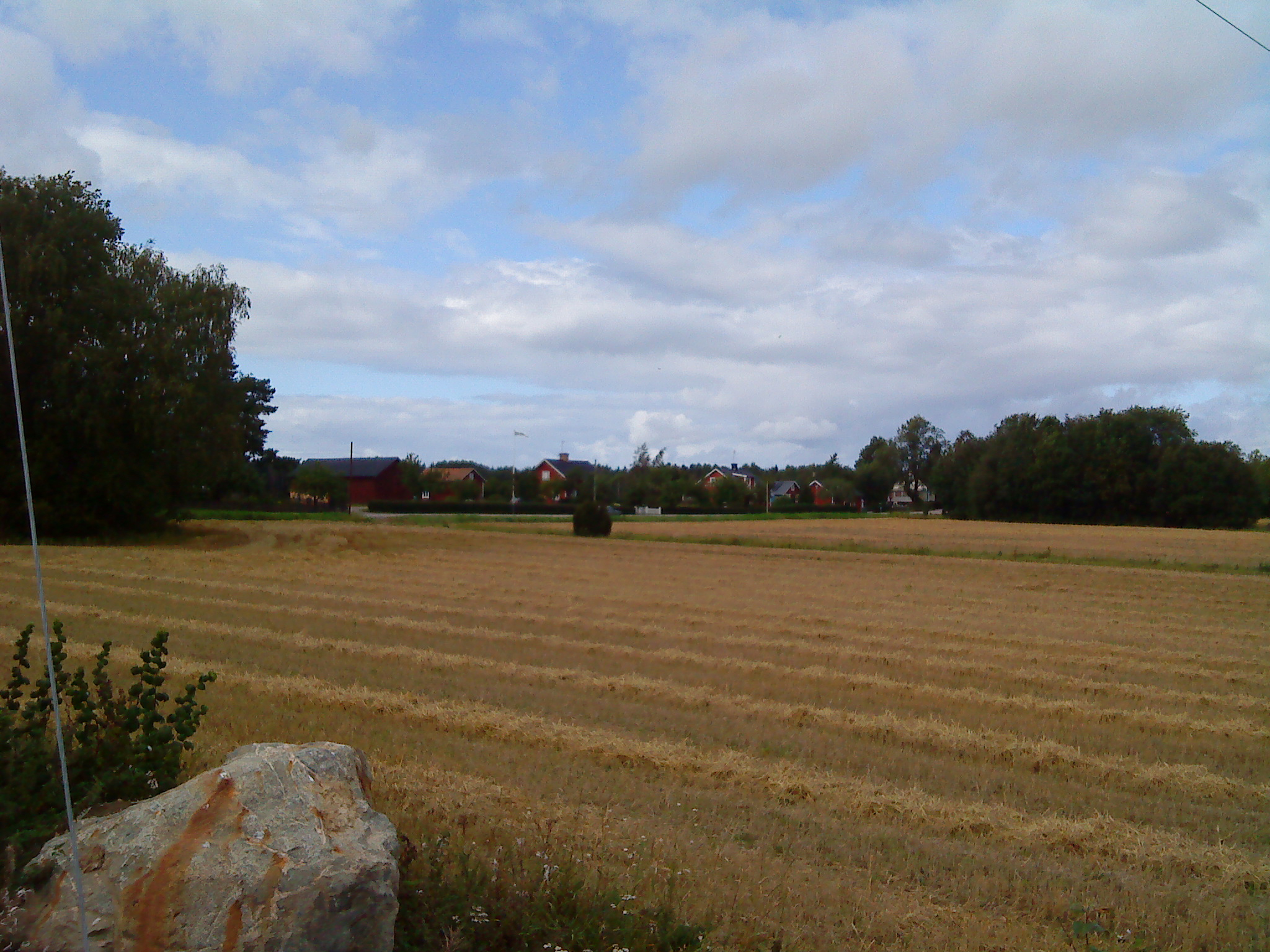
Södra Gryttby - landskap.

## Personer från orten
Författaren Elsie Johansson är uppväxt i Smedsboda strax nordväst om Gryttby.